# Хомяков, Михаил Аристархович
Михаил Аристархович Хомяков (1841, Пермь — 1894, Казань) — российский учёный, профессор кафедрычастной патологии и терапии в Казанском университете.

## Биография
Родился 6 (18) июня 1841 года в Перми в семье коллежского регистратора Аристарха Хомякова и его жены Юлии Хомяковой (урожд. Констансовой).
Учился в Пермской гимназии, став одним из лучших ее воспитанников. В 1857 году поступил на медицинский факультет Казанского университета, откуда был выпущен в 1862 году со званием лекаря.
После окончания университета уехал в Пермь, где по распоряжению Уральского горного управления был определён врачом на Нижнетагильские заводы Демидова и с 1 января 1863 по 19 сентября 1866 года занимал должность врача на одном из заводов.
В 1866 году М. А. Хомяков возвратился в Казань, где вскоре получил должность губернского земского врача, а с 1 декабря 1866 года был ординатором губернской земской больницы. После двух лет земской службы он выдержал экзамен на доктора медицины, и с 1 октября 1869 года, оставив прежние должности, занял место ординатора терапевтической факультетской клиники Казанского университета, где занимаясь под руководством Н. А. Виноградова написал сочинение: «К вопросу об icterus gravis» («Военно-медицинский журнал». — 1869). За диссертацию «Критическо-экспериментальный разбор теорий, предложенных для объяснения сущности „icterus gravis“» («Военно-медицинский журнал». — 1870; отдельное издание: Казань : Унив. тип., 1870. — 112, II с.) 21 мая 1870 года был удостоен степени доктора медицины.
В 1871 году был прикомандирован к университету на двухлетний срок с учёной целью для приготовления к профессуре, уволен от должности ординатора и направлен в заграничную поездку, продолжавшуюся больше года.
В октябре 1872 года был утверждён приват-доцентом диагностики и семиотики; в 1873 году был избран и утверждён Советом Казанского университета доцентом кафедры диагностики и семиотики; 6 июня 1878 года перемещён на кафедру частной патологии и терапии, которой заведовал с 1877 по 1886 год. С 10 января 1881 года — экстраординарный профессор (избран 29 ноября 1880), 17 июля 1885 года был утверждён ординарным профессором.
Продолжая научное направление своего учителя Н. А. Виноградова в области кардиологии, он проводил исследования по выяснению механизма возникновения первого тона сердца, изучал действие салициловой кислоты и антипирина при ревматизме, совместно с профессором Н. И. Котовщиковым выяснял происхождение дыхательных шумов.
В июле 1886 года М. А. Хомяков был перемещён на должность ординарного профессора госпитальной терапевтической клиники; 24 декабря 1892 года был оставлен на службе (по конкурсу) в занимаемой должности ещё на пять лет.
В 1891 году был произведён в действительные статские советники; был награждён орденами Св. Станислава 2-й степени и Св. Анны 2-й степени. Был женат. Его род был внесён в З-ю часть дворянской родословной книги Казанской губернии по определению Казанского дворянского депутатского собрания от 7 марта 1892 года и утверждён указом Герольдии от 29 мая 1892 года. Его супругой была двоюродная тётя Л. Лихачёва, Прасковья Ниловна Казина (1860—1927). Известно только, что 1929 году их детей ещё были живы их дочери.
Скоропостижно скончался 19 (31) июля 1894 года, в возрасте 52 года. Был похоронен на главной аллее Арского кладбища, недалеко от могилы Н. И. Лобачевского; на могиле — памятник из черного гранита с надписью «врачу-человеку и другу» и фотографическим портретом на фарфоре внутри чугунной беседки.
Кроме статей в специальных медицинских журналах он напечатал: «История развития учения о паразитизме» (Киев, 1883), учебник «Курс частной патологии и терапии внутренних (мочеполовых) болезней» (Казань, 1884) и перевёл с немецкого  сочинение Гутмана «Руководство к клиническим методам исследования грудных и брюшных органов» (1872—1873). По свидетельству современников после М. А. Хомякова осталось несколько специальных научных трудов, составляющих настольные книги студентов медицинского факультета. Коллеги по университету высоко оценивали способности и умения проф. М. А. Хомякова как преподавателя и воспитателя молодой смены на поприще медицины.